# Copa Chiapas
La Copa Chiapas, era un certamen organizado por Jaguares de Chiapas, con la intención de finalizar la pretemporada y de presentar el plantel ante su afición en el Estadio Víctor Manuel Reyna.
En esta copa, participaron equipos de la Primera División de México y escuadras internacionales como Club Universidad de Chile, Colo-Colo, Deportivo Saprissa y San Lorenzo de Almagro; en el verano del 2015, se realizó la última edición y sirvió de marco para darle la bienvenida a Cafetaleros de Tapachula, escuadra que haría su debut en la Liga de Ascenso de México.

## Historia
La Copa Chiapas se creó en el año 2003, un año después de la fundación del club (27 de junio de 2002).

### 1ra. Copa Chiapas
La primera edición se llevó a cabo en el verano del 2003, previo al arranque del torneo Apertura 2003, contó con la participación de Jaguares de Chiapas, Atlante, Colo-Colo y Club Universidad de Chile; cuadrangular, el formato indicaba que los equipos mexicanos se enfrentarían a los chilenos y después de dos jornadas, se determinaría cuáles serían los encuentros por el tercer puesto y la final.
Jornada 1
Jaguares 0-0 Colo-Colo
Atlante 3-0 U. de Chile
Jornada 2
Jaguares 3-2 U. de Chile
Atlante 1-1 Colo-Colo
El juego por el tercer puesto, representaría ver por primera ocasión en el extranjero el Clásico del fútbol chileno, pero se canceló. En la final, Jaguares derrotó al Atlante por marcador de 4-1, con doblete del paraguayo Salvador Cabañas, recién llegado al futbol mexicano.

### 2da. Copa Chiapas
La segunda edición se llevó a cabo en el verano del 2005 (14 y 16 de julio), previo al arranque del torneo Apertura 2005, contó con la participación de Jaguares de Chiapas, Dorados de Sinaloa, Club Necaxa y Club Santos Laguna; cuadrangular, se realizó un sorteo para determinar que equipos conformarían las llaves, el formato indicaba que el vencedor de la llave A se mediría al ganador de la llave B en la final, mientras que los perdedores lucharían por el tercer puesto (en caso de empate en los 90 minutos habría penales).
Llave A
Necaxa 1-1 Santos 
Necaxa ganó en penales 4-2
Llave B
Jaguares 2-1 Dorados
Tercer Lugar
Santos 1-0 Dorados
Final
Jaguares 1-1 Necaxa 
Jaguares ganó en penales 6-5
Jaguares se adelantó en el marcador con gol del chileno Álvaro Sarabia al minuto 47, pero el Necaxista Alfredo David Moreno, marcó el tanto del empate al minuto 80; en la tanda de penales, por Jaguares anotaron Salvador Cabañas, Felipe Ayala, Lucas Sparapani, Everaldo Barbosa y Melvin Brown; por Necaxa, lo hicieron Diego Martínez, Ariel López, Víctor Ruiz, Carlos González y Alfredo Moreno, pero no así Omar Hernández.
ALINEACIONES: 
Jaguares 
Erubey Cabuto, Omar Rodríguez, Melvin Brown, Ismael Fuentes (Edoardo Isella), Gabriel Palmeros, Everaldo Barbosa, Felipe Ayala, Alonso Sandoval (Álvaro Sarabia), Omar Sebastián Pérez (Jorge Manrique), Carlos Ochoa (Salvador Cabañas) y Raúl Enríquez (Lucas Sparapani); D.T. Fernando Quirarte
Necaxa 
Iván Vázquez, Omar Hernández, Salvador Cabrera (Velázquez), Diego Martínez, Fabián Peña (Víctor Ruiz), Fabiano Pereira (Johan Rodríguez), Ariel López, Sandro Sotilli, Rodolfo Espinosa (González), Mario Pérez (Alfredo Moreno) y Carlos González; D.T. Enrique López Zarza

### 3ra. Copa Chiapas
La tercera edición se llevó a cabo en el verano del 2006 (20 y 22 de julio), previo al arranque del torneo Apertura 2006, contó con la participación de Jaguares de Chiapas, Monterrey, Tiburones Rojos de Veracruz y Deportivo Saprissa; cuadrangular, formato idéntico al del 2005.
Llave A
Monterrey 2-1 Veracruz 
Llave B
Jaguares 1-3 Saprissa 
Tercer lugar
Jaguares 1-1 Veracruz 
Veracruz ganó en penales 7-6
Final
Monterrey 3-1 Saprissa
Por la Pandilla anotaron Felipe Baloy, Luis Pérez y Gastón "Gata" Fernández; en tanto que por el Monstruo morado, descontó el mediocampista Saúl Fernández.

### 4ta. Copa Chiapas
Para la cuarta edición de la Copa Chiapas, la directiva de Jaguares buscó al Atlético de Madrid de España, pero debido a su participación en la Copa Intertoto de la UEFA, declinó la invitación.
Entró al quite el Club Atlético San Lorenzo de Almagro, en ese momento vigente Campeón de la Primera División de Argentina y que además realizaría una gira por México.
El partido se llevó a cabo el 28 de julio del 2007, Jaguares de Chiapas derrotó 3-1 a San Lorenzo, por el cuadro chiapaneco marcaron Alejandro Vela, Ismael Fuentes y Óscar "Tico" Rojas; por los Cuervos descontó Germán Herrera.
ALINEACIONES:
Jaguares
Omar Ortiz, Osvaldo Lucas, Ismael Fuentes, Melvin Brown, Óscar Razo, Felipe Ayala, André Luiz, Óscar Rojas, Alejandro Vela, Adolfo Bautista y Javier Cámpora; D.T. Víctor Manuel Vucetich
San Lorenzo
Nereo Champagne, Jonathan Botinelli, Jorge Alberto Ortiz, Santiago Hirsig, Diego Rivero, Hernán González, Gastón Fernández, Néstor Silvera, Gastón Aguirre, Juan Manuel Torres y Juan Martín Candelago; D.T. Ramón Díaz
Tras su fichaje, este fue el segundo juego de Adolfo Bautista, enfundado con la playera de Jaguares de Chiapas en el Estadio Víctor Manuel Reyna.

### 5ta. Copa Chiapas
La quinta edición se llevó a cabo el 12 de enero del 2008, previo al arranque del torneo Clausura 2008.
Jaguares cayó ante Club Universidad Nacional, por marcador de 1-2, Esteban Solari e Ignacio Scocco adelantaron a Pumas; mientras que el mediocampista brasileño André Luiz Moreira, descontó por la escuadra chiapaneca.
ALINEACIONES:
Jaguares
Edgar Hernández (Carlos Velázquez), Rodolfo Espinosa, Ismael Fuentes, (Óscar Razo), Christian Sánchez (Christian Armas), Carlos Balcázar (José de Jesús Gutiérrez), Josué Castillejos (André Luiz), Juan Pablo García (Aarón Padilla), Óscar Emilio Rojas, Alejandro Vela, Adolfo Bautista (Antonio Pedroza) y Lenilson Batista; D.T. René Isidoro García
UNAM
Sergio Bernal, Efraín Velarde, Darío Verón, Fernando Espinosa, Humberto González (Marco Antonio Palacios), Israel Castro, Leandro Augusto (Jehu Chiapas), Pablo Barrera (Ismael Iñiguez), Rubens Sambueza (Fernando Morales), Ignacio Scocco y Esteban Solari; D.T. Ricardo Ferreti

### 6ta. Copa Chiapas
Para la sexta edición, se esperaba la participación del Club Atlético Colón de la Primera División de Argentina, pero un problema en su país le obligó a cancelar este y otro encuentro en México; por lo tanto, la directiva de Jaguares determinó que la Copa Chiapas, se le entregaría al vencedor del juego correspondiente a la Jornada 2 del torneo Apertura 2008, Jaguares de Chiapas vs Tigres de la UANL.
El partido se celebró el sábado 2 de agosto, Jaguares perdió ante Tigres, por marcador de 1-3, Blas Pérez en dos ocasiones y Antonio Sancho, adelantaron a los 'Universitarios'; el tanto de la honra lo hizo el brasileño André Luiz al minuto 85.
ALINEACIONES:
Jaguares
Édgar Hernández, Rodolfo Espinosa, Édgar Solano (Christian Sánchez), Óscar Razo, José de Jesús Gutiérrez, André Luiz, Eduardo Chávez, Gilberto Mora (José Hernández), Danilo Verón (Juan Pablo García), Adolfo Bautista e Itamar Batista; D.T. Sergio Almaguer 
Tigres
Óscar Pérez, Diego Martínez, Pedro Benítez, José Rivas, Jesús Molina, Lucas Ayala (Mario Ruiz), Antonio Sancho, Guillermo Marino, Jonathan de León (Lucas Lobos), Blas Pérez y Francisco Fonseca; D.T. Manuel Lapuente 

### 7ma. Copa Chiapas
En el 2015, la directiva del club anunció que tras siete años de ausencia, la Copa Chiapas regresaba al césped del Estadio Víctor Manuel Reyna y que el partido de presentación sería ante Cafetaleros de Tapachula.
El juego se celebró el sábado 18 de julio, Jaguares de Chiapas venció a Tapachula, por marcador de 3-1, por Jaguares anotaron Diego de la Torre, Avilés Hurtado y Silvio Ezequiel Romero; Murilo Damasceno, descontó por Cafetaleros.

## Ganadores
- 2003 - Jaguares de Chiapas
- 2005 - Jaguares de Chiapas
- 2006 - Club de Fútbol Monterrey
- 2007 - Jaguares de Chiapas
- 2008 - Club Universidad Nacional
- 2008 - Tigres de la UANL
- 2015 - Jaguares de Chiapas